# Opération Most III

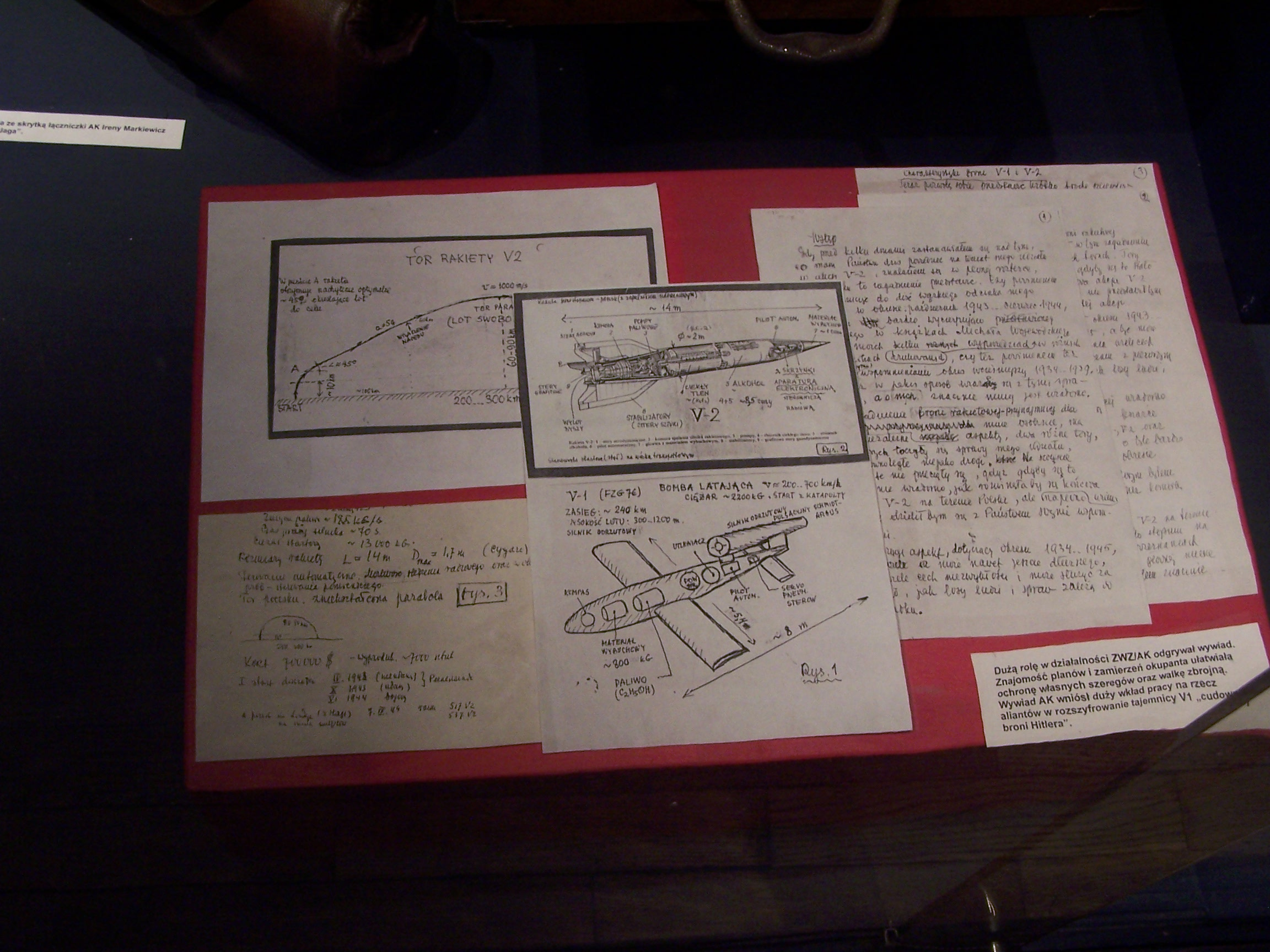
Rapport des renseignements de l'Armia Krajowa (Armée de l'intérieur) avec des schémas des V1 et V2.

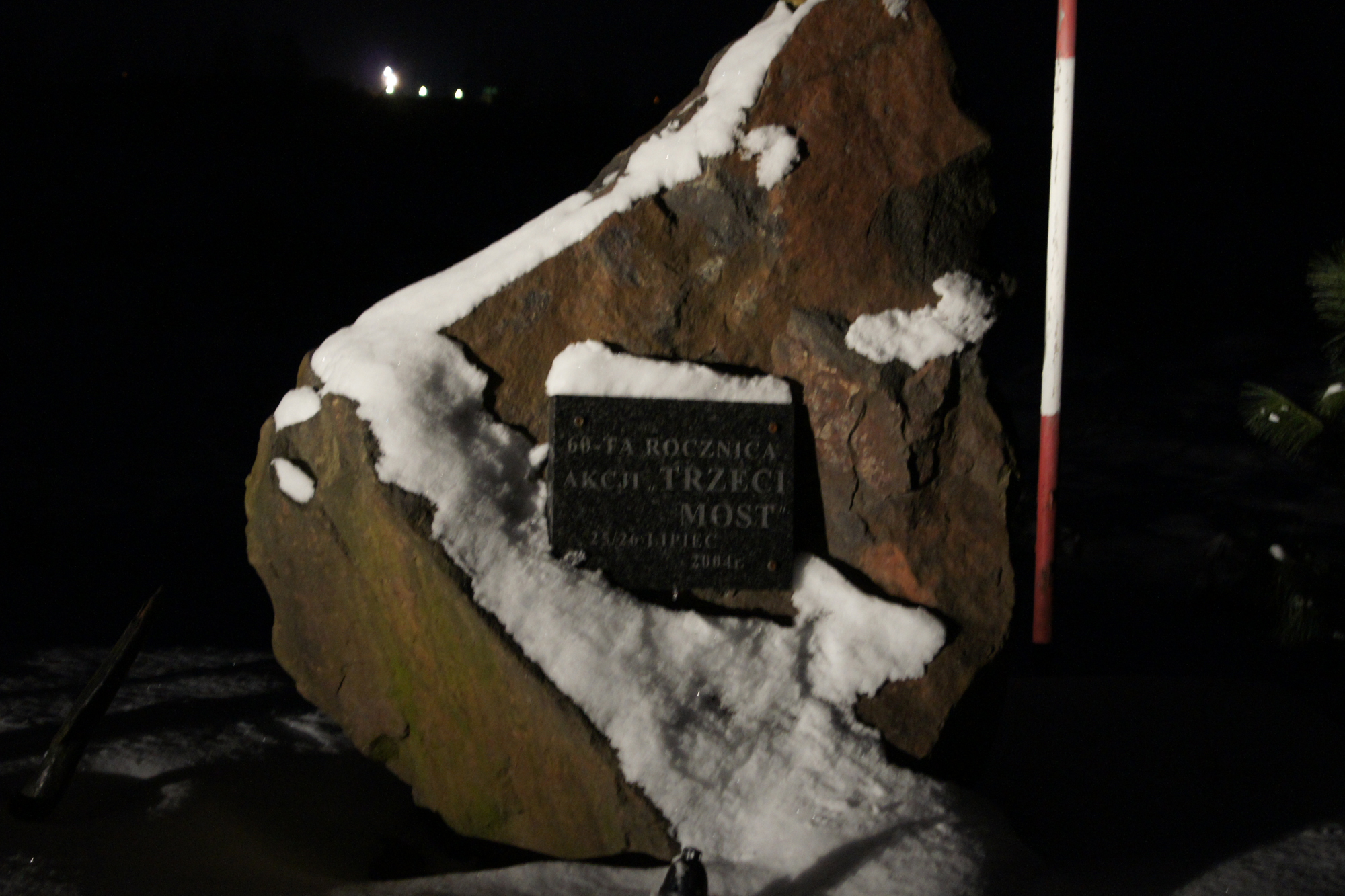
Mémorial sur site d'atterrissage Motyl

L’opération Most III (nom de code polonais) ou l’opération Wildhorn III (dans les documents britanniques) est une opération de la Seconde Guerre mondiale dans laquelle l'Armia Krajowa polonaise fournit aux Alliés des informations cruciales sur la fusée allemande V2.

## Contexte
À partir de novembre 1943, la direction du renseignement de l'armée de l’intérieur polonaise (Armia Krajowa) réussit à obtenir des pièces de la fusée V-2, qui était testée près de Blizna, au centre de la Pologne. La disponibilité des pièces augmenta en avril 1944, lorsque de nombreuses fusées d’essai tombèrent près du village de Sarnaki, à proximité de la rivière Bug, au sud de Siemiatycze. Des parties de la fusée furent obtenues par l'Armia Krajowa, et analysées dans ses laboratoires secrets de Varsovie. Les analyses furent réalisées par le professeur Janusz Groszkowski (pl) (radio et guidage), Marceli Struszyński (carburant), Antoni Kocjan (pl), et d'autres.

## Opération
L’opération Most III fut menée dans la nuit 25 au 26 juillet 1944. Un Dakota du 267e escadron de la RAF (en) vola de Brindisi et atterrit sur un avant-poste de l’Armia Krajowa connu sous le nom de code Motyl (papillon), qui était dans un village près de Jadowniki Mokre.
L'opération fut conduite avec prudence, car la présence allemande dans les villages environnants était considérable. L'avion eut des problèmes au décollage car son train d'atterrissage s’enfonça dans les prairies marécageuses. L'équipage aurait pu abandonner et détruire l'avion, mais avec l'aide des partisans, l'avion réussit à décoller à la troisième tentative et retourna à Brindisi avec les pièces détachées. À la fin de juillet 1944, les pièces furent livrées à Londres.

## Participants
Le vol provenant de Brindisi eut 4 passagers: Kazimierz Bilski, Jan Nowak-Jezioranski, Leszek Starzyński et Bogusław Wolniak.
Sur le vol de retour, Jerzy Chmielewski, Józef Retinger, Tomasz Arciszewski, Tadeusz Chciuk, et Czeslaw Micinski furent transportés depuis la Pologne occupée à Brindisi, en Italie. Il était prévu qu’Antoni Kocjan (en) (qui avait personnellement étudié les pièces de missiles V-2) serait emmené, mais il fut arrêté par la Gestapo et a donc été remplacé par Jerzy Chmielewski.
L’équipage de l'avion comprenait: F / Lt SC Culliford (le capitaine), F / O K. Szrajer (copilote et traducteur) (polonais), F / O JP Williams (navigateur), F / Sgt J. Appleby (radio-opérateur).
La sécurité de l’opération fut assurée par le groupe "Urban" de l’Armia Krajowa, qui comprenait le Adam Gondek ‘Kruk’. Le commandant de la force de sécurité du site d'atterrissage Motyl était le capitaine Wladyslaw Kabat ps. ‘Brzechwa’.
Les autres participants étaient: Kpr. Franciszek Nowak 'Pomidor', Dr Jan Deszcz 'Wacek', Kpr. pchor. Władysław Bysiek 'Morena', Plut. Józef Lupa 'Czarny Sęp', Ppor. Franciszek Kuczek 'Deska', Por. Mieczysław Czech 'Jurand', Por. Paweł Chwała 'Skory', Ppor. Jan Gomoła 'Jawor'.